# Jewgienij Czwialew
Jewgienij Dienisowicz Czwialew (ros. Евгений Денисович Чвялев, ur. w czerwcu 1898 we wsi Pucimiel w guberni mohylewskiej, zm. 5 kwietnia 1940) – ludowy komisarz handlu zagranicznego ZSRR (1938).
Urodzony w białoruskiej rodzinie chłopskiej, od marca 1917 członek partii bolszewickiej, od grudnia 1917 do 1918 członek Czerwonej Gwardii, 1918 przewodniczący Związku Lewicowej Młodzieży w Ufie, od października 1918 w Armii Czerwonej, kolejno topograf wojskowy, szef Wydziału Politycznego Brygady i zastępca dowódcy dywizji. Do 1923 szef Wydziału Organizacyjno-Instruktorskiego Zarządu Politycznego Rewolucyjnej Rady Wojskowej Republiki, w marcu 1921 brał udział w stłumieniu powstania w Kronsztadzie, 1923-1924 szef działu życia robotników redakcji gazety "Prawda", sekretarz odpowiedzialny redakcji pisma "Priedprijatije", 1924-1925 instruktor Centralnej Komisji Kontrolnej RKP(b)/Ludowego Komisariatu Inspekcji Robotniczo-Chłopskiej ZSRR. 1924-1929 studiował na Wydziale Sowieckiego Prawa 1 Uniwersytetu Moskiewskiego, 1925-1929 polityczny redaktor i zastępca kierownika wydziału "Sojuzkina", 1929-1930 pełnomocnik przy Przedstawicielstwie Handlowym ZSRR w Niemczech, 1930-1931 dyrektor Wydziału Zagranicznego "Sojuzugla" (Charków). 1931-1934 studiował w Ekonomicznym Instytucie Czerwonej Profesury, 1934-1936 był aspirantem Akademii Handlu Zagranicznego, a 1936-1937 zastępcą jej dyrektora, od października 1937 zastępca ludowego komisarza, a od 19 stycznia do 29 listopada 1938 ludowy komisarz handlu zagranicznego ZSRR. Deputowany do Rady Najwyższej ZSRR 1 kadencji.
23 kwietnia 1939 aresztowany, 4 lutego 1940 skazany na śmierć przez Kolegium Wojskowe Sądu Najwyższego ZSRR, następnie rozstrzelany. 10 października 1956 pośmiertnie zrehabilitowany.